# Monument à Vercingétorix (Millet)
Pour les articles homonymes, voir Monument à Vercingétorix.
Le Monument à Vercingétorix est une statue en cuivre du sculpteur Aimé Millet, qui domine depuis 1865 le village d'Alise-Sainte-Reine (Côte-d'Or) en Bourgogne-Franche-Comté, du haut du mont Auxois, site de l'oppidum gaulois d'Alésia, célèbre par son siège et la défaite de Vercingétorix.

## Caractéristiques de la statue
La statue participe à un monument commémoratif imposant constitué d'un socle en granit de Saulieu et pierre de Pouillenay de 7 mètres de hauteur, dessiné par Eugène Viollet-le-Duc et portant un bandeau de bronze sur lequel on peut lire « La Gaule unie, formant une seule nation, animée d'un même esprit, peut défier l'univers », phrase inspirée d’un discours de Vercingétorix que Jules César rapporte dans De Bello Gallico, VII, 29. Le décalage avec la phrase originale introduit le vocabulaire de la nation, propre au XIXe siècle. En dessous : « Napoléon III, empereur des Français, à la mémoire de Vercingétorix ».
La statue elle-même est haute de 6,60 m et pèse environ cinq tonnes . Elle est creuse et formée de tôles de cuivre battues et repoussées fixées sur un bâti de poutrelles comme la statue de la Liberté de New York. Elle a été construite à Paris et exposée au palais de l'Industrie lors du Salon de 1865 puis transportée et installée le 27 août 1865 à l'extrémité ouest du mont Auxois, dominant le champ de bataille (site archéologique d'Alésia).
Vercingétorix est représenté dans un style romantique, comme un archétype de ce que les Français de l'époque connaissaient ou imaginaient du Gaulois : moustaches tombantes, longs cheveux hirsutes, attitude morne (visage qui n'est pas sans évoquer les traits du mécène de Millet, l'empereur Napoléon III) et collier de perles. De nombreux anachronismes dans son vêtement et ses accessoires apparaissent aujourd'hui à la lumière des connaissances archéologiques, notamment le collier de perles de pure fantaisie, les bandelettes qui enserrent ses braies appartiennent au début du Moyen Âge ou son épée et sa cuirasse qui sont copiées sur des modèles de l'âge du bronze, soit plus de 500 ans antérieurs à l'époque de Vercingétorix.
L'ensemble monumental bénéficie, par arrêté du 17 janvier 2014, d'un classement au titre des monuments historiques.

## Contexte historique

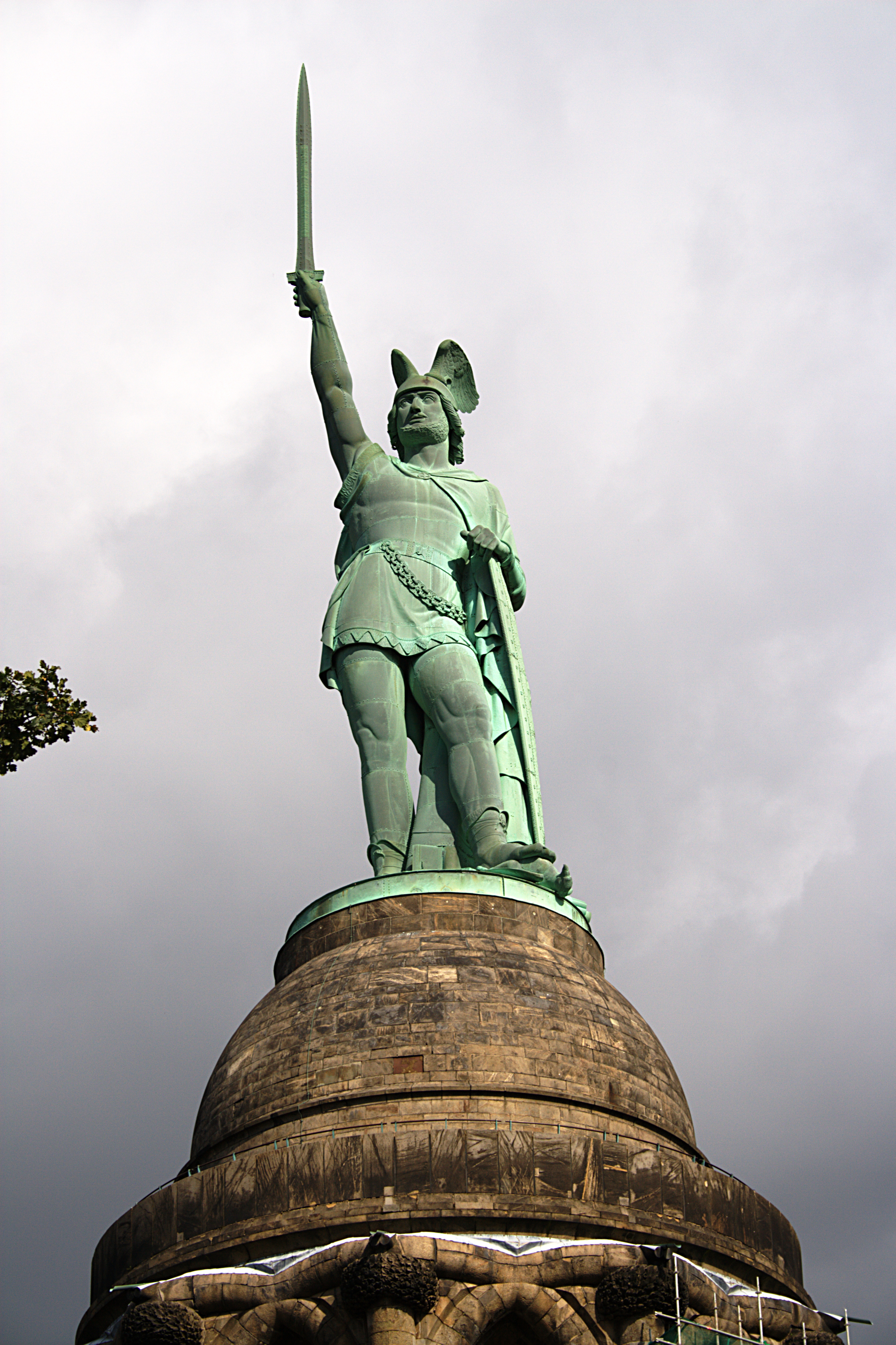
Statue d'Arminius, jeune chef des tribus germaniques (Hermannsdenkmal, achevé en 1875).

Admirateur de Jules César (en tant que porteur de civilisation sur des terres considérées alors comme barbares), l'empereur Napoléon III contribue à la redécouverte et à la mise en valeur de l'histoire des peuples gaulois. Il avait pris à cœur de retrouver le site du siège d'Alésia et fait exécuter d'importantes fouilles archéologiques qui donnèrent les résultats escomptés. L'érection de la statue, illustrant aussi les aspirations politiques de l'empereur, légitimait en quelque sorte ses vues sur l'histoire. Napoléon III aurait d'ailleurs donné ses traits au chef gaulois, mais la rumeur selon laquelle la statue aurait été financée sur sa cassette personnelle est infondée :  
« Par arrêté du 2 juillet 1862, il est décidé que les frais tant du piédestal que de la statue […] seront imputés sur le crédit des ouvrages d'art et décorations d'édifices publics ».

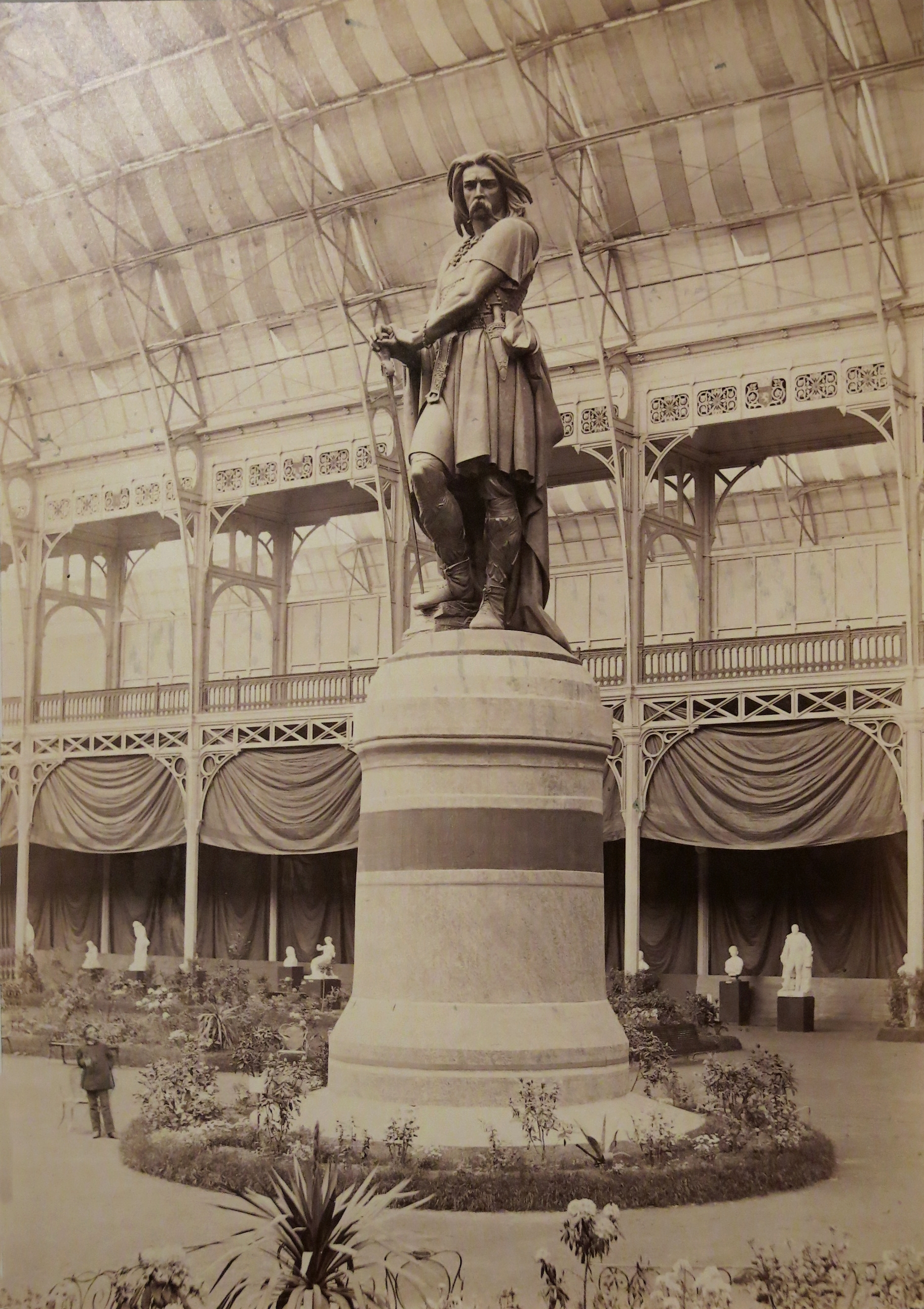
Le monument non terminé exposé au Palais de l'Industrie en 1865, photographie de Charles Marville.

Certaines critiques furent émises sur le style du travail de Millet, Charles Lecomte de Nouy déclara que Millet « a été saisi d’une ambition supérieure à ses moyens. » D'autres comme Théophile Thoré, par ailleurs anti-bonapartiste, trouva que « Ce long tuyau de cuivre ne signifie rien du tout… La vérité est que la grande et patriotique figure du défenseur de la Gaule contre l’empire romain n’a pas été sentie poétiquement par Millet. ». Parmi les défenseurs de la statue, on trouve Théophile Gautier : « L'aspect général a de la grandeur […] De quelque côté qu'on regarde le Vercingétorix de M. Aimé Millet, les profils se dégagent avec netteté et décision, comme il convient à une figure qui doit être vue de loin. Aucun détail superflu n'en altère les lignes ».
Après la défaite de 1871, la figure de Vercingétorix devint une icône du héros national, utilisée dans le sentiment de revanche contre les Allemands, la force symbolique du monument du mont Auxois se renforça et les critiques se turent.
À partir de 1841, commence en Allemagne, l'érection d'une imposante statue d'Arminius, chef qui libéra, à partir de 9 ap. J.-C., les peuples germains soumis à l'Empire romain au-delà du Rhin. Haute d'une cinquantaine de mètres, la statue en bronze riveté constitue le Hermannsdenkmal. Le monument est terminé en 1875, en pleine époque des nationalismes européens. Ce projet a sans doute inspiré Millet et Napoléon III, le mythe d'Arminius engendrant en réaction celui de Vercingétorix sur l'autre rive du Rhin.[réf. nécessaire]

## Autres monuments à Vercingétorix

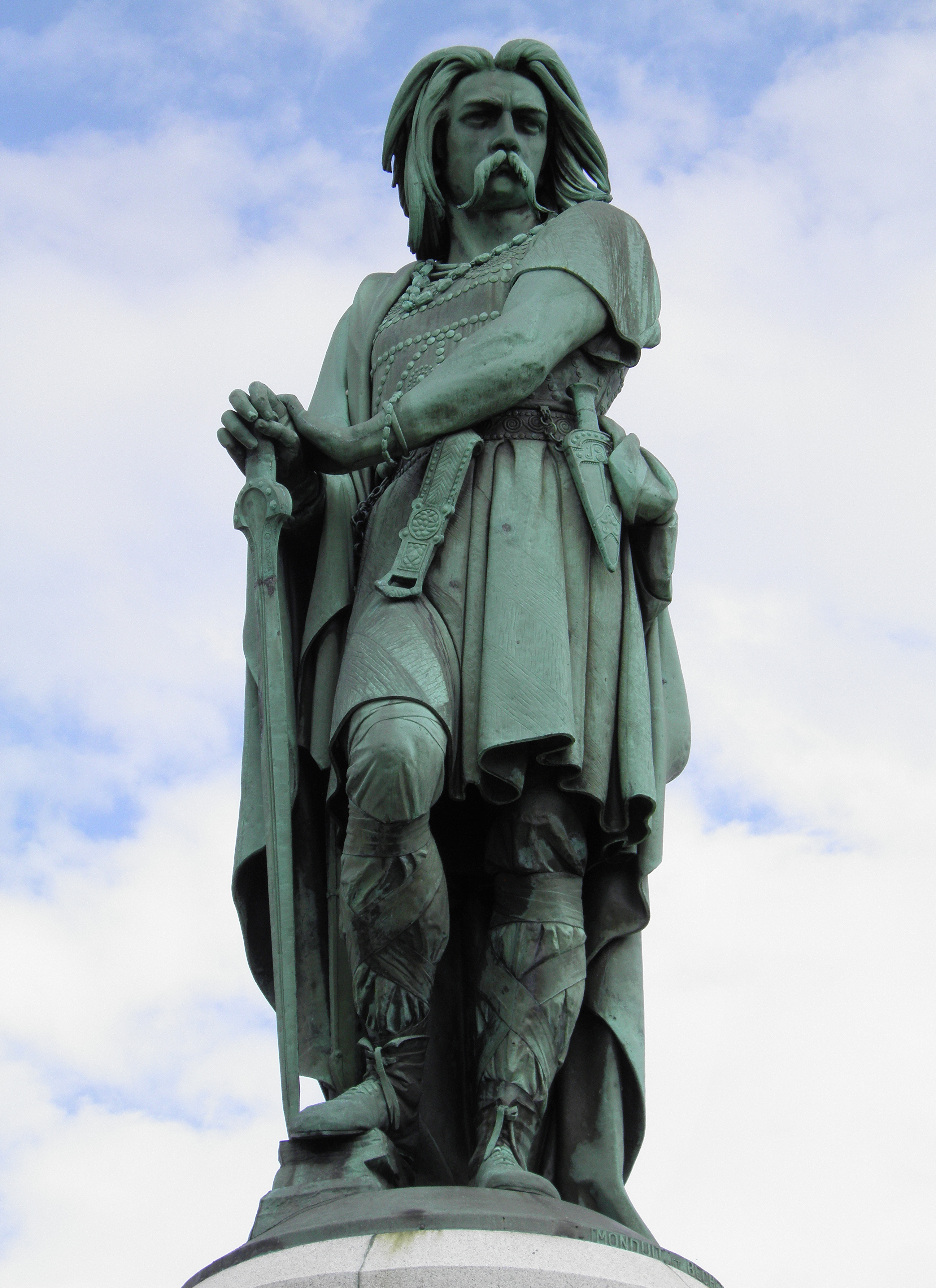
Monument à Vercingétorix (détail).

- Monument à Vercingétorix, 1887, par François Mouly à Gien, fonte de fer de la fonderie de Tusey, hauteur 4 mètres[17].
- Monument à Vercingétorix, 1903, par Frédéric Auguste Bartholdi à Clermont-Ferrand[18].
- Monument de Gergovie, 1900, par Jean Teillard.